# 透明工厂
51°02′40″N 13°45′20″E / 51.04444°N 13.75556°E

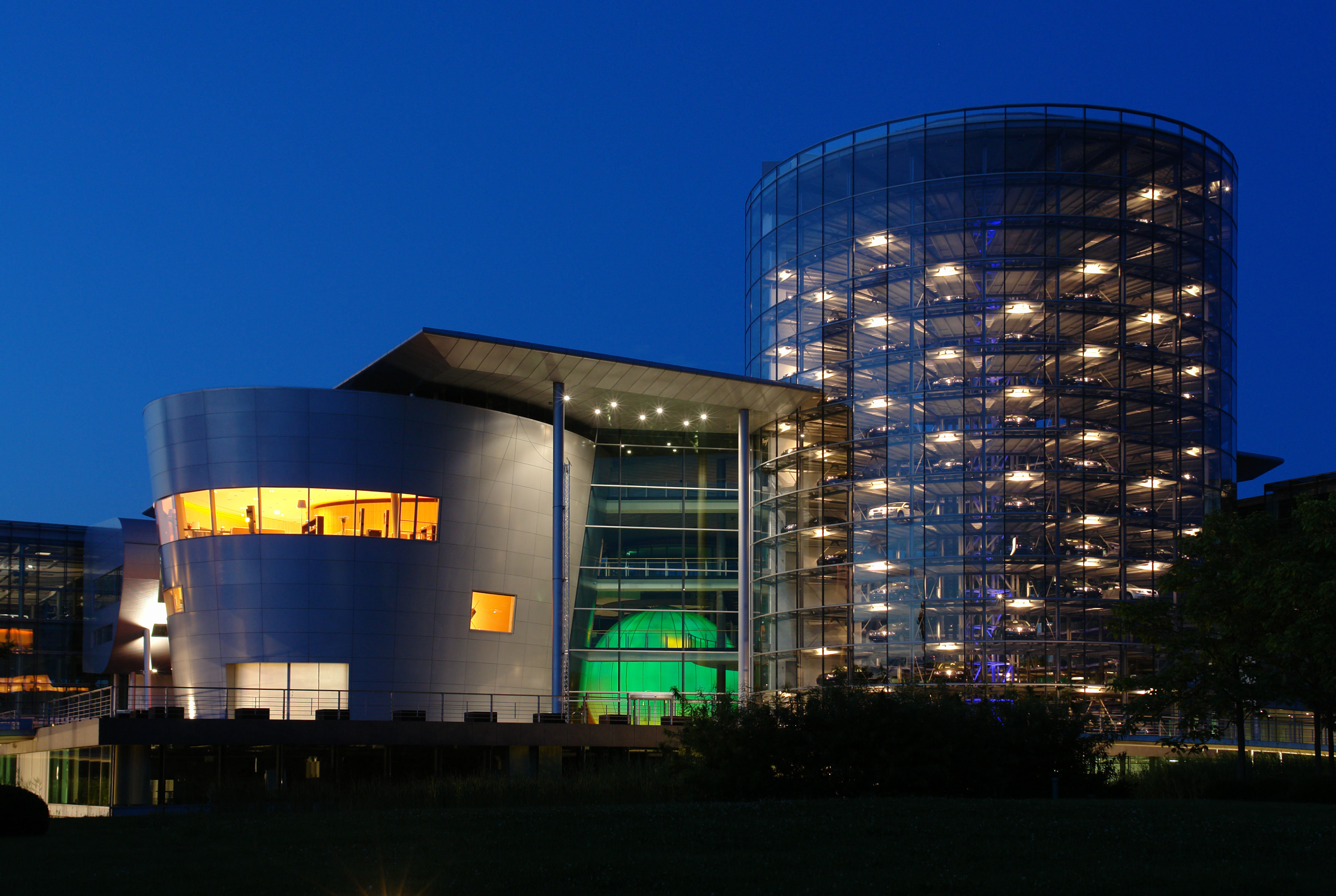

透明工厂（德语：Gläserne Manufaktur，意为“玻璃工厂”）是德国德累斯顿一家汽车制造厂，属于德国汽车制造商大众，由建筑师冈特·海恩设计，于2002年建成。其名称具有双重含义：光学透明和生产过程的透明度。其长度为1.5公里。
透明工厂向游客开放参观，游客体验由屡获殊荣的体验设计师鲍勃·罗杰斯设计。

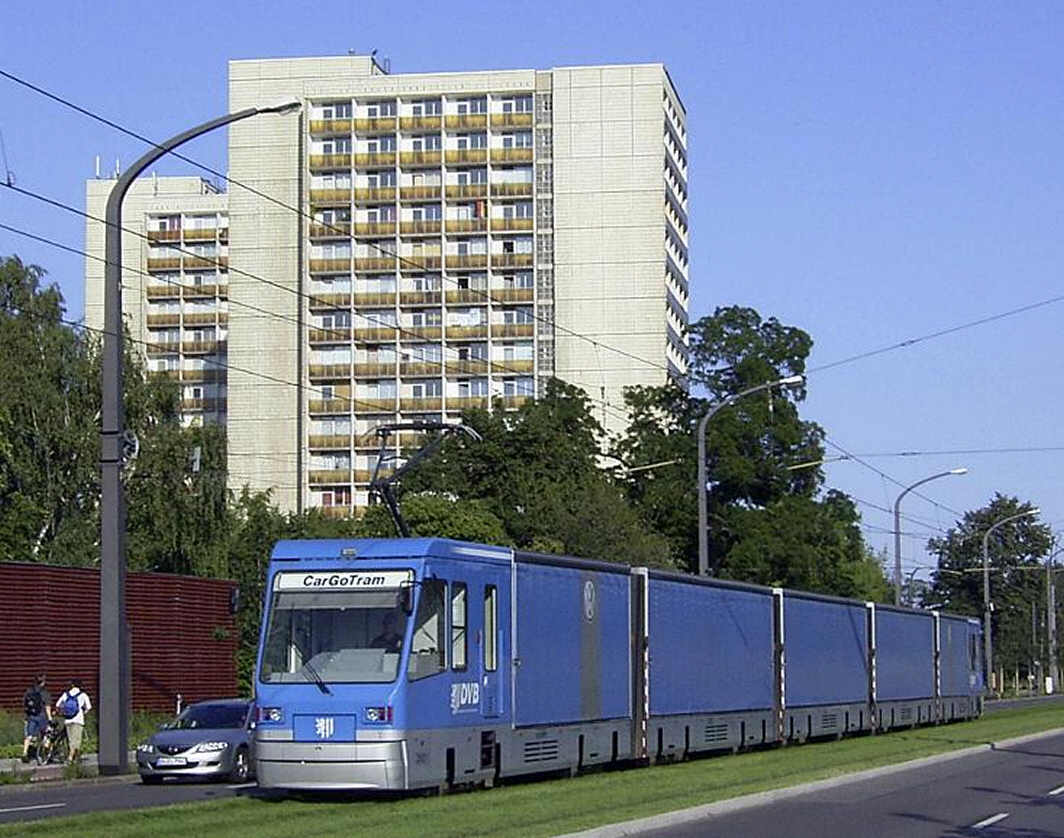
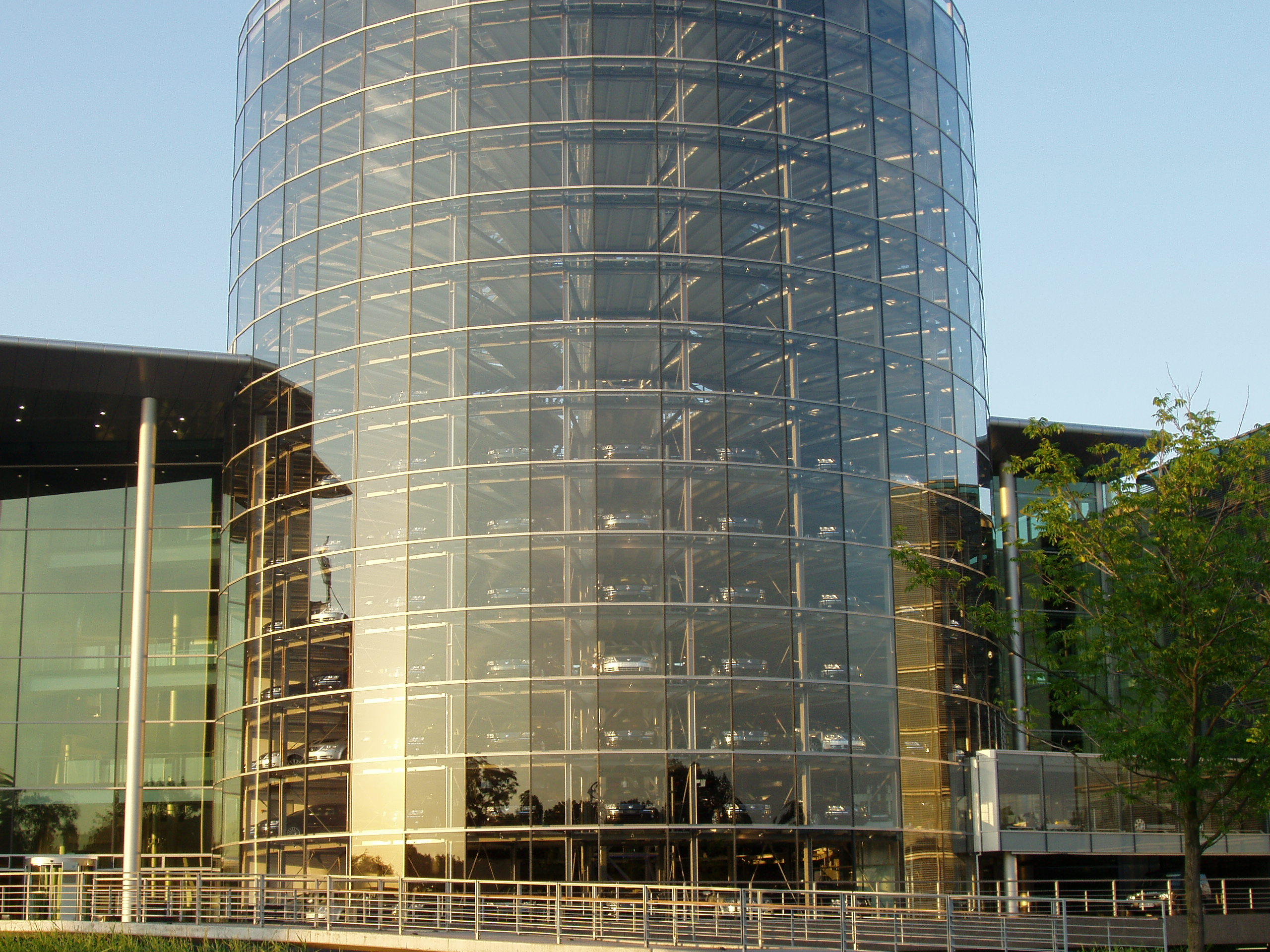